# Colbertov napad
Colbertov napad ali bitka pri Arkansas Post je bil neuspešen poskus Britanskega kraljestva, da bi zavzelo trdnjavo Carlos III., ki jo je branil oddelek Louisiana Fixed Infantry Regiment in francosko-špansko vas Arkansas Post v španski Louisiani (današnji Arkansas) med ameriško revolucionarno vojno.
Zgodaj zjutraj 17. aprila 1783 je velika skupina britanskih neregularnih vojakov in Chickasaw, ki jih je vodil stotnik James Colbert iz 16. pehotnega polka, napadla naselje in trdnjavo. To je bila ena zadnjih bitk ameriške revolucionarne vojne in edina, ki se je odvijala v današnjem Arkansasu. Presenetljiv izpad španskih in Quapaw branilcev je povzročil, da so se Colbertovi možje razbežali.
Napad je bil del serije manjših spopadov med Veliko Britanijo in Španijo v regiji spodnje reke Mississippi od leta 1779, ko se je Španija pridružila ameriški revolucionarni vojni na strani Združenih držav. Dogodek se je zgodil tri mesece po podpisu pogodbe med Španijo in Britanijo 3. januarja 1783, vendar novica o tem še ni dosegla španskega naselja.

## Ozadje
Španske sile so dosegle več zmag v regiji spodnje reke Mississippi, izgnale Britance iz Manchaca in Baton Rougea ter zajele številne ujetnike. Do leta 1783 so bile britanske sile v regiji močno razpršene, skoraj neobstoječe in so jih sestavljale le majhne neregularne skupine, ki so se ukvarjale z gverilskim bojevanjem. James Colbert, britanski častnik, je bil vodja ene takšnih skupin, ki mu je uspelo zbrati majhno število neregularnih vojakov, da bi nadaljevali boj proti Špancem.
Colbertova glavna tarča je bil Arkansas Post zaradi njegove strateške lokacije na sotočju rek Arkansas in Mississippi, napad na špansko trgovsko postojanko pa je načrtoval približno eno leto. Če bi jo lahko zavzeli, bi njegovi neregularni vojaki zlahka brez posledic nadlegovali španski promet na Mississippiju. Arkansas Post je bil naseljen z garnizijo 33 mož iz Louisiana Fixed Infantry Regiment in štirimi Quapaw bojevniki, poleg poveljnika, stotnika Jacoba du Breuila; njegovega namestnika, poročnika Luisa de Villarsa; in narednika Alexa Pastorja.

## Predigra
V začetku aprila sta Colbert in njegova flotilja odplula iz svojega tabora na reki Wolf. Na Mississippiju je Colbertova skupina naletela na ameriška plovila, ki so plula navzdol proti Natchezu, Mississippi, zaradi naselitve. Tem naseljencem je bilo ukazano, naj pristanejo in šest dni čakajo na obali. Nadalje navzdol, blizu ustja reke White, je Colbert naletel na trgovske ladje iz New Orleansa in Arkansas Posta. Te so bile zasežene skupaj z njihovim blagom. Flotilja je nato nadaljevala plovbo navzgor po reki Arkansas.
Nedaleč od postojanke, 16. aprila, je Colbert ukazal več Chickasawom, naj izvidijo naprej. Ti izvidniki so naleteli na Quapaw vas Osotouy. Tam so lokalnemu poglavarju Angaski, ki je bil zaveznik Špancev in si je redno dopisoval s stotnikom Jacobom du Breuilom, povedali, da gredo samo navzgor po reki "z ducatom Američanov, da bi se rokovali s kapitanom Du Breuilom." Nato so poglavarju podarili rum kot darilo.{{sfn|Bearss|p=45|1974}]
Zaradi te prevare Angaska ni poročal Du Breuilu, da bi bilo kaj sumljivega. Izvidniki so se nato srečali z glavno skupino in nadaljevali plovbo navzgor. Do polnoči, 17. aprila, so Britanci prispeli do obale naselja. Da bi zagotovil, da noben vaščan ali stražar ne bi bil opozorjen na približevanje, je Colbert dal oblaziniti vesla svojih plovil z usnjem. Colbert je izkrcal svoje sile nekoliko dolvodno od vasi, sedem mož pa je pustil, da so varovali kanuje.

## Napad
Bitka se je začela z začetnim napadom na vas okoli 2:30 zjutraj, kar je povzročilo zasedbo s strani napadalne sile. Čeprav so štiri družine pobegnile iz vasi in poiskale zatočišče v bližnji trdnjavi Carlos III, so napadalci zajeli večino, vključno z poročnikom Luisom de Villarsom in narednikom Alexom Pastorjem. Prebujena zaradi hrupa, je garnizija sprožila protinapad, ki ga je vodil Jacobo du Breuil. Med tem spopadom je španska garnizija utrpela dve izgubi, Pastor pa je pobegnil iz britanskega ujetništva in v kaosu bitke dosegel trdnjavo. Med bojem ni pobegnil noben drug ujetnik. Nato se je španska garnizija umaknila v trdnjavo, neovirana z britanskim ognjem.
Okoli 3:00 zjutraj se je napadalna sila začela utrjevati v soteski tik pred trdnjavo, do katere so se zaradi njene lege med drevesi in grmovjem lahko približali "na strel s pištole". Obe strani sta si izmenjevali streljanje šest ur, pri čemer nobena ni utrpela žrtev zaradi moči palisadnih zidov trdnjave in utrjenega položaja napadalcev, ki je nudil dobro zavetje pred 4-funtnimi topovi, ki so jih uporabljali branilci. Ob 9:00 zjutraj je poveljnik Dubrueil ukazal naredniku Pastorju, devetim vojakom in štirim bojevnikom Quapaw, naj se pripravijo na izpad. Dubreil je sumil, da bi napadalci morda postavljali artilerijo, s katero bi prebili trdnjavo.
Hkrati je Colbert poslal enega od svojih častnikov pod zastavo premirja, da bi dostavil mirovno ponudbo, ki je zahtevala predajo. Marie Luisa de Villars, žena poročnika in sojetnica, je spremljala Colbertovega častnika, da bi zagotovila, da ga ne bi ustrelili ob približevanju trdnjavi. V tem trenutku se je izmenjava streljanja prekinila. Colbertov častnik je nenadoma prestrašeno pobegnil, Du Breuil pa je mirovno ponudbo, ki jo je Colbert napisal v francoščini, prejel samo od Madame de Villars:
G. stotnik Colbert je poslan od svojih nadrejenih, da zavzame položaj Arkansasa in s to močjo, gospod, zahteva, da kapitulirate. Njegov načrt je, da ga zavzame z vsemi svojimi silami, saj je že zajel vse prebivalce, skupaj z poročnikom Luisom de Villarsom in njegovo družino.
Du Breuil se je zavrnil predati in ukazal izpad. Narednik Alexo Pastor in njegova sila 13 mož sta izstopila iz trdnjave proti 82 napadalcem, kričeč bojni krik Quapaw. Očitni šok tega izpada, pomešan z bojnimi kriki in salvami streljanja z mušket, je razpršil napadalno silo, ki se je takoj umaknila k reki in se vkrcala na kanuje s svojimi ujetniki. Po Dubreilu so Colbertovi možje kričali "Gremo! Gremo! Indijanci so na nas," ko so bežali. En napadalec je bil ubit med umikom.

## Posledice
Po porazu je Colbert zabil tomahawk v zemljo blizu rečnega brega, kar je simboliziralo njegov namen, da se vrne, in poslal še eno sporočilo Dubreilu prek enega od vaščanov:
Lahko si ustvarite predstavo o mojih silah, danes ob 12. uri naj bi prispelo 500 Chickasawov in tudi dva čolna, naložena z možmi, oboroženimi s štirimi vrtljivimi topovi in enim topom, in če se poveljnik trdnjave ne preda pred omenjeno uro in bom zmagal, v kar ne dvomim, ne vem, ali bom lahko zadržal svoje ljudi ali ne, in če... bodo  [Quapaw] uporabljeni proti nam. Sam bom ukazal ubiti ujetnike.
Dubreil je to sporočilo ignoriral in okrepitve, ki jih je omenil Colbert, se niso nikoli uresničile, ko Dubreil ni hotel predati utrdbe. Poglavar Angaska je tistega dne opoldne prispel na postojanko in Dubreil ga je okaral, ker ni poslal sporočila o približujoči se sili. Angaska, potem ko je pojasnil prevaro Colbertovih izvidnikov, je bil poslan s 100 Quapawi in 20 španskimi vojaki, da bi rešil ujetnike, ki so jih zajeli umikajoči se Britanci.
24. aprila je Angaska dosegel Colbertovo flotilo blizu ustja reke Arkansas in se začel pogajati za izpustitev ujetnikov. Z blefiranjem, da ima 250 mož, je Angaska prepričal Colberta, da izpusti vse razen osmih ujetnikov. Med osvobojenimi sta bila poročnik Luis de Villars in njegova žena, vendar je bilo poročniku pred izpustitvijo dovoljeno podpisati sporazum, ki je zagotavljal izpustitev petih britanskih neregularnih vojakov, ki jih je lokalna španska vlada aretirala zaradi uporniških dejavnosti v Natchezu.
Poročnik Luis de Villars se je s tem strinjal pod grožnjo ponovnega zaprtja s strani Colberta ali globe in sporazum je bil pozneje izpolnjen, ko so bili uporniki pogojno izpuščeni na De Villarjevo zahtevo. 5. maja je Dubreil pisal španskemu guvernerju Louisiane Estebanu Miróju, podrobno opisal bitko in pohvalil sposobnost svojih mož. 16. maja je Miró pisal Colbertu, ga obvestil o predhodnem mirovnem sporazumu med obema stranema z dne 20. januarja in zahteval brezpogojno vrnitev vsega premoženja in ujetnikov. Čeprav so bili preostali ujetniki izpuščeni, je Colbert zavrnil vrnitev premoženja, zaseženega v napadu.